# دخيل خارجي
اللفظ الدخيل الخارجي (الإكسوتِسم، من إكسوتِكُس «خارجي، دخيل» من إكسُو- «خارج» و-اِسم بالإغريقية) كل لفظ دخيل اتخذه قوم ليعبروا عن شيء لا يوجد عندهم أو ليس لهم عهد به وموجود عند غيرهم، ولم يجدوا له مقابلاً من لغتهم ملائمًا.